# Patrick Brennan (lacrossespeler)
Patrick Joseph Brennan (Montreal, 29 juli 1877 - 1 mei 1961) was een Canadees lacrossespeler. 
Met de Canadese ploeg won Brennan de olympische gouden medaille in 1908.

## Resultaten
- 1908  Olympische Zomerspelen in Londen